# Chelepteryx
Chelepteryx là một chi bướm đêm thuộc họ Anthelidae được George Robert Gray khởi xướng vào năm 1835.

## Loài
- Chelepteryx chalepteryx Felder, 1874
- Chelepteryx collesi Gray, 1835